# العلاقات الجنوب سودانية الناوروية
العلاقات الجنوب سودانية الناوروية هي العلاقات الثنائية التي تجمع بين جنوب السودان وناورو.

## مقارنة بين البلدين
هذه مقارنة عامة ومرجعية للدولتين:
| وجه المقارنة                                              | جنوب السودان                  | ناورو                          |
| --------------------------------------------------------- | ----------------------------- | ------------------------------ |
| المساحة (كم2)                                             | 619.75 ألف                    | 21                             |
| عدد السكان (نسمة)                                         | 12.58 مليون                   | 10.08 ألف                      |
| الكثافة السكانية (ن./كم²)                                 | 20.3                          | 48.00 ألف                      |
| العاصمة                                                   | جوبا                          | ضاحية يارين                    |
| اللغة الرسمية                                             | لغة إنجليزية                  | اللغة الناورونية، لغة إنجليزية |
| العملة                                                    | جنيه جنوب سوداني، جنيه سوداني | دولار أسترالي                  |
| الناتج المحلي الإجمالي (بليون دولار)                      | 2.90 مليار                    | 113.88 مليون                   |
| الناتج المحلي الإجمالي (تعادل القوة الشرائية) بليون دولار | 22.88 مليار                   | 162.98 مليون                   |
| الناتج المحلي الإجمالي الاسمي للفرد دولار أمريكي          | 73                            | 9.83 ألف                       |
| الناتج المحلي الإجمالي للفرد دولار أمريكي                 | 2.02 ألف                      |                                |
| مؤشر التنمية البشرية                                      | 0.467                         |                                |
| رمز المكالمات الدولي                                      | +211                          | +674                           |
| رمز الإنترنت                                              | .ss                           | .nr                            |
| المنطقة الزمنية                                           | ت ع م+03:00                   | ت ع م+12:00                    |

## منظمات دولية مشتركة
يشترك البلدان في عضوية مجموعة من المنظمات الدولية، منها:
| علم المنظمة | اسم المنظمة                   | تاريخ انضمام جنوب السودان | تاريخ انضمام ناورو |
| ----------- | ----------------------------- | ------------------------- | ------------------ |
|             | يونسكو                        | 27 أكتوبر 2011            | 17 أكتوبر 1996     |
|             | الاتحاد الدولي للاتصالات      | 3 أكتوبر 2011             | 10 يونيو 1969      |
|             | الاتحاد البريدي العالمي       | ?                         | ?                  |
|             | منظمة الشرطة الجنائية الدولية | ?                         | ?                  |
|             | الأمم المتحدة                 | 14 يوليو 2011             | 14 سبتمبر 1999     |

## وصلات خارجية
- موقع وزارة الخارجية الجنوب سودانية